# Алипова, Юлия Николаевна
Юлия Николаевна Алипова (23 сентября 1977, Борисов, СССР) — белорусская и российская спортсменка-стрелок (пулевая стрельба), четырёхкратная чемпионка Европы среди юниоров.

## Биография
Юлия Николаевна Синяк родилась 23 сентября 1977 года в Борисове. Окончила Брестский государственный университет по специальности юрист. Живёт в Москве. В 2001 году вышла замуж за Алексея Алипова, в 2003 году родила дочь Анастасию.

## Карьера
Выступает за клуб ВС ЦСКА в дисциплинах малокалиберный пистолет и пневматический пистолет. В сборной команде России с 2007 года.

## Достижения

### Олимпийские игры
- 1996 — 9-е место (малокалиберный пистолет), 10-е место (пневматический пистолет)
- 2000 — 4-е место (малокалиберный пистолет)
- 2004 — 25-е место (малокалиберный пистолет), 10-е место (пневматический пистолет)
- 2008 — 18-е место (малокалиберный пистолет)[6]

### Чемпионат мира
- 1994 — 20-е место (малокалиберный пистолет), 29-е место (пневматический пистолет)
- 1998 — 17-е место (пневматический пистолет), 49-е место (малокалиберный пистолет)
- 2002 — 8-е место (малокалиберный пистолет), 26-е место (пневматический пистолет), 2-е место (командное первенство)
- 2010 — 6-е место (малокалиберный пистолет), 1-е место (командное первенство)
- 2014 — 39-е место (малокалиберный пистолет)

### Чемпионат Европы
- 1998 — 2-е место (пневматический пистолет)
- 2007 — 2-е место (командное первенство)
- 2008 — 1-е место (командное первенство)
- 2013 — 1-е место (командное первенство)

### Чемпионат Европы среди юниоров
- 1993 — 1-е место (малокалиберный пистолет)
- 1994 — 1-е место (малокалиберный пистолет)
- 1995 — 3-е место (малокалиберный пистолет)
- 1996 — 1-е место (пневматический пистолет)
- 1997 — 1-е место (малокалиберный пистолет)

### Международные турниры
- Кубок Мира-1995 (этап) — 1-е место
- Финал Кубка Мира-1995 — 1-е место
- Кубок Мира-1998 (этап) — 2-е место
- Кубок Мира-2002 (этап) — 3-е место
- Кубок Мира-2015 (этап) — 3-е место

### Чемпионат России
- 2008 — 1-е место (малокалиберный пистолет), 3-е место (пневматический пистолет)